# Ludwig Angerer
Ludwig Angerer (Malacky, 15 agosto 1827 – Vienna, 12 maggio 1879) è stato un fotografo austriaco.
Fondò il primo studio fotografico a Vienna e diventò il fotografo della corte imperiale austriaca. Egli è anche noto per aver scattato alcune delle prime fotografie di Bucarest.

## Biografia
Nato a Malacky nell'impero asburgico (attualmente in Slovacchia) Angerer studiò a Presburgo e Pest. A partire dal 1848, per due anni, fu un apprendista farmacista, dopodiché, all'età di 23 anni, ottenne una licenza in farmacia, con il titolo di magister. Tra il 1850 ed il 1854, lavorò come farmacista a Vienna e Graz.
Il 13 marzo 1854, Angerer si arruolò nell'esercito, diventando un farmacista militare presso il Dipartimento di Medicina Militare e nel 1856, giunse a Bucarest, con le truppe di occupazione austriache, lavorando nell'ospedale da campo delle truppe austriache. Durante i due anni trascorsi a Bucarest, a parte le sue funzioni dil farmacista, durante il suo tempo libero, Angerer praticato fotografia, scattando alcune delle prime foto di Bucarest, che mostrano parti della città prima di essere riconvertite nel corso del tardo XIX secolo.
Dopo che le truppe austriache si ritirarono nel marzo 1857, Angerer ritorno a Vienna, dove, un anno dopo (il 13 aprile 1858), si congedò dall'esercito per focalizzarsi sulla fotografia, aprendo un suo studio. Appena due anni più tardi, il 24 dicembre 1860, diventò il fotografo della Corte Imperiale di Vienna.

## Galleria d'immagini

### Bucarest

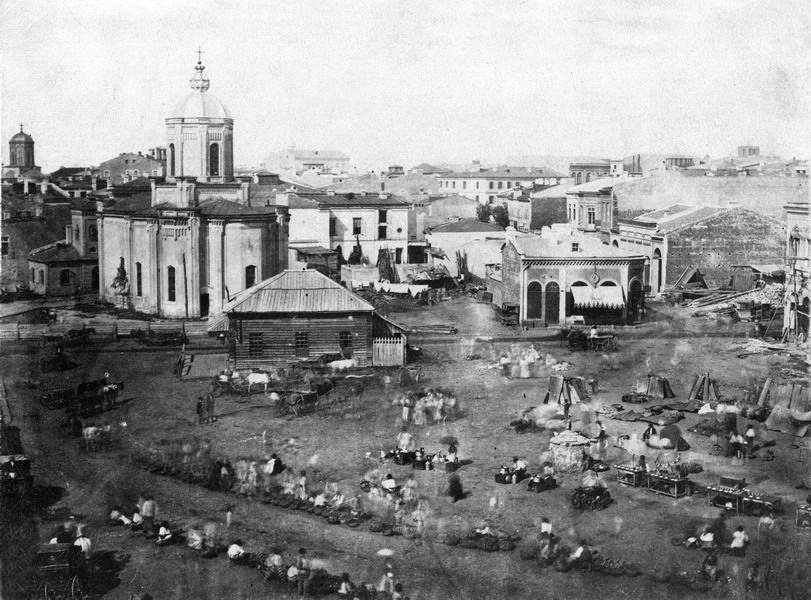
mercato dei fiori di Bucarest
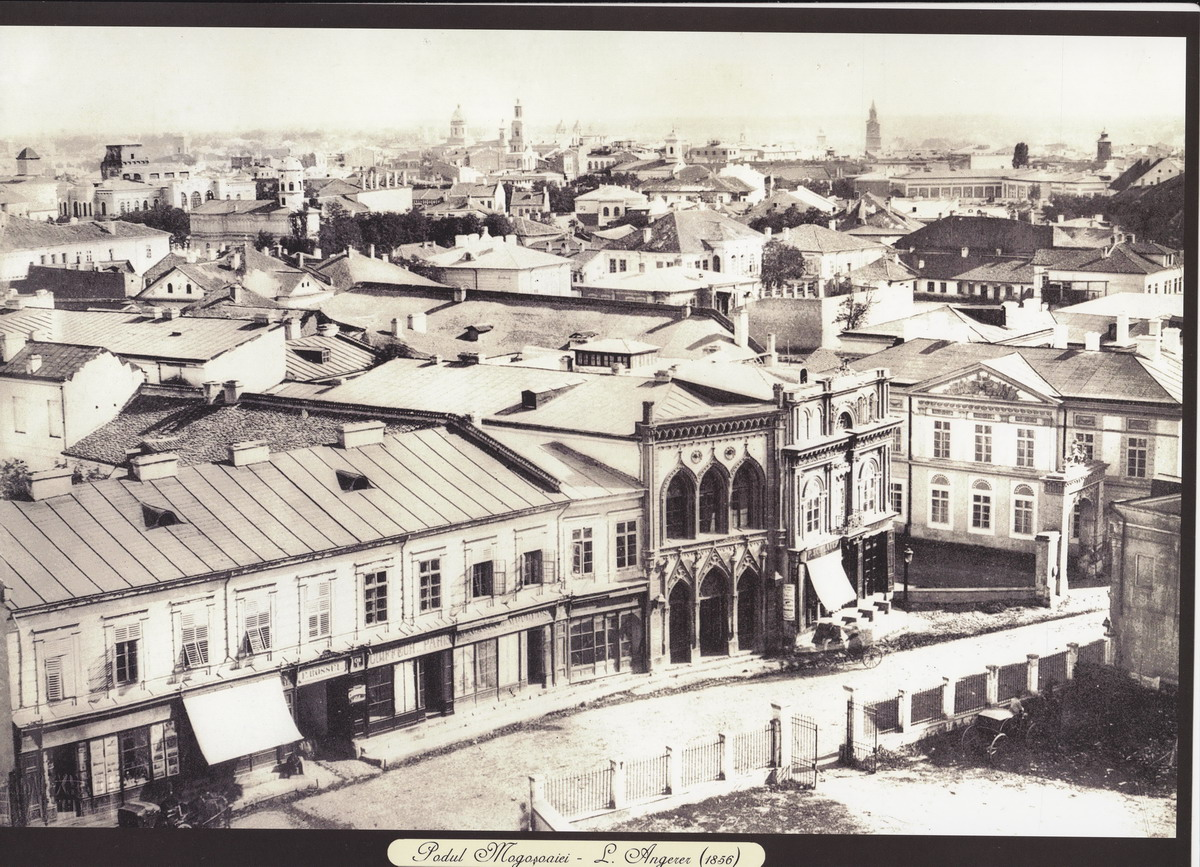
Podul Mogoșoaiei
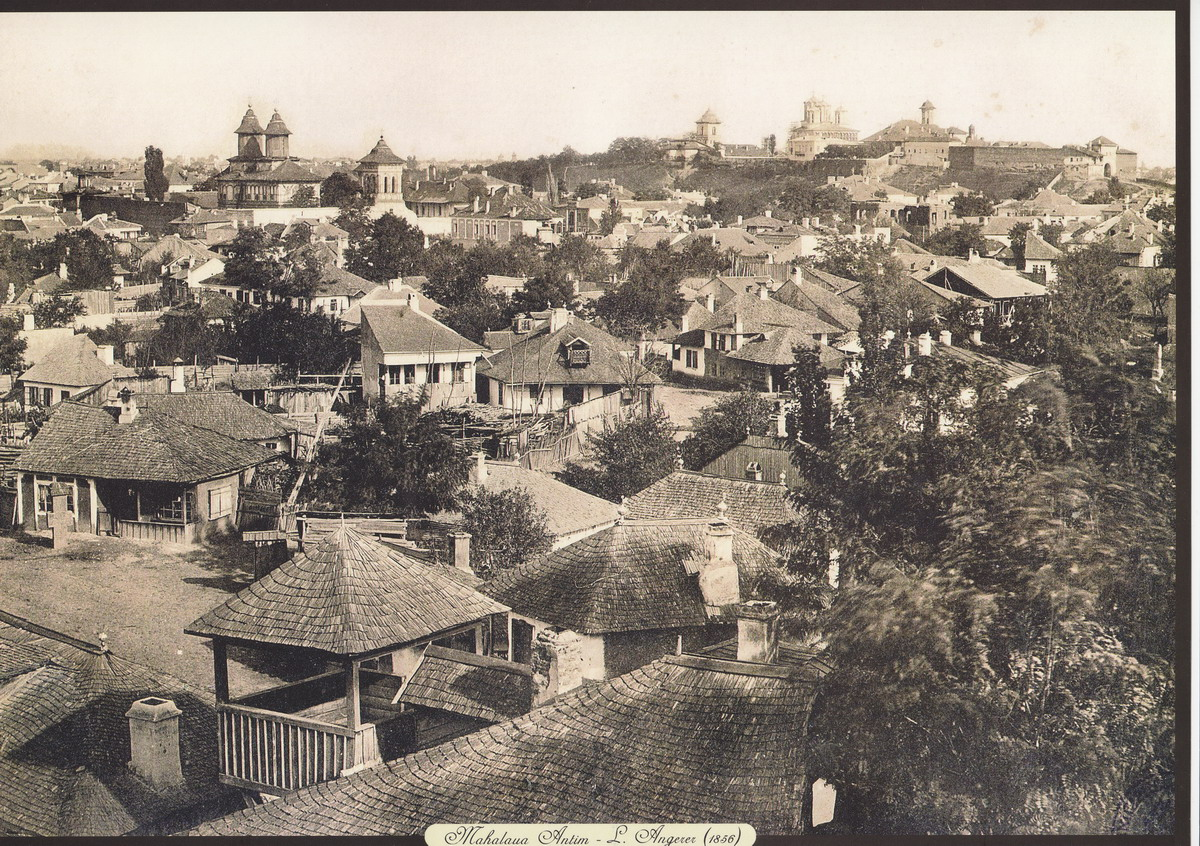
Vicinato di Antim
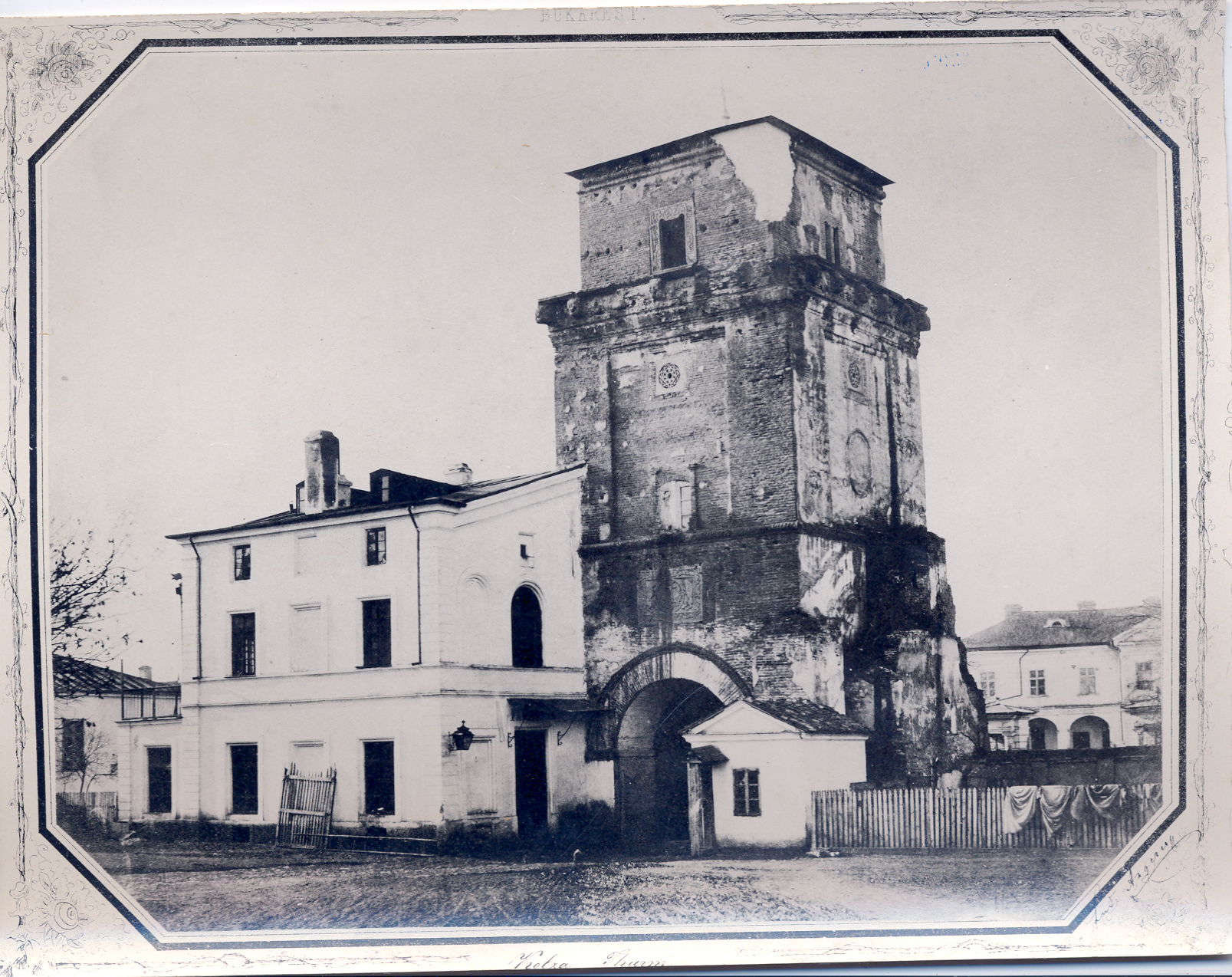
Torre Colțea

### Ritratti

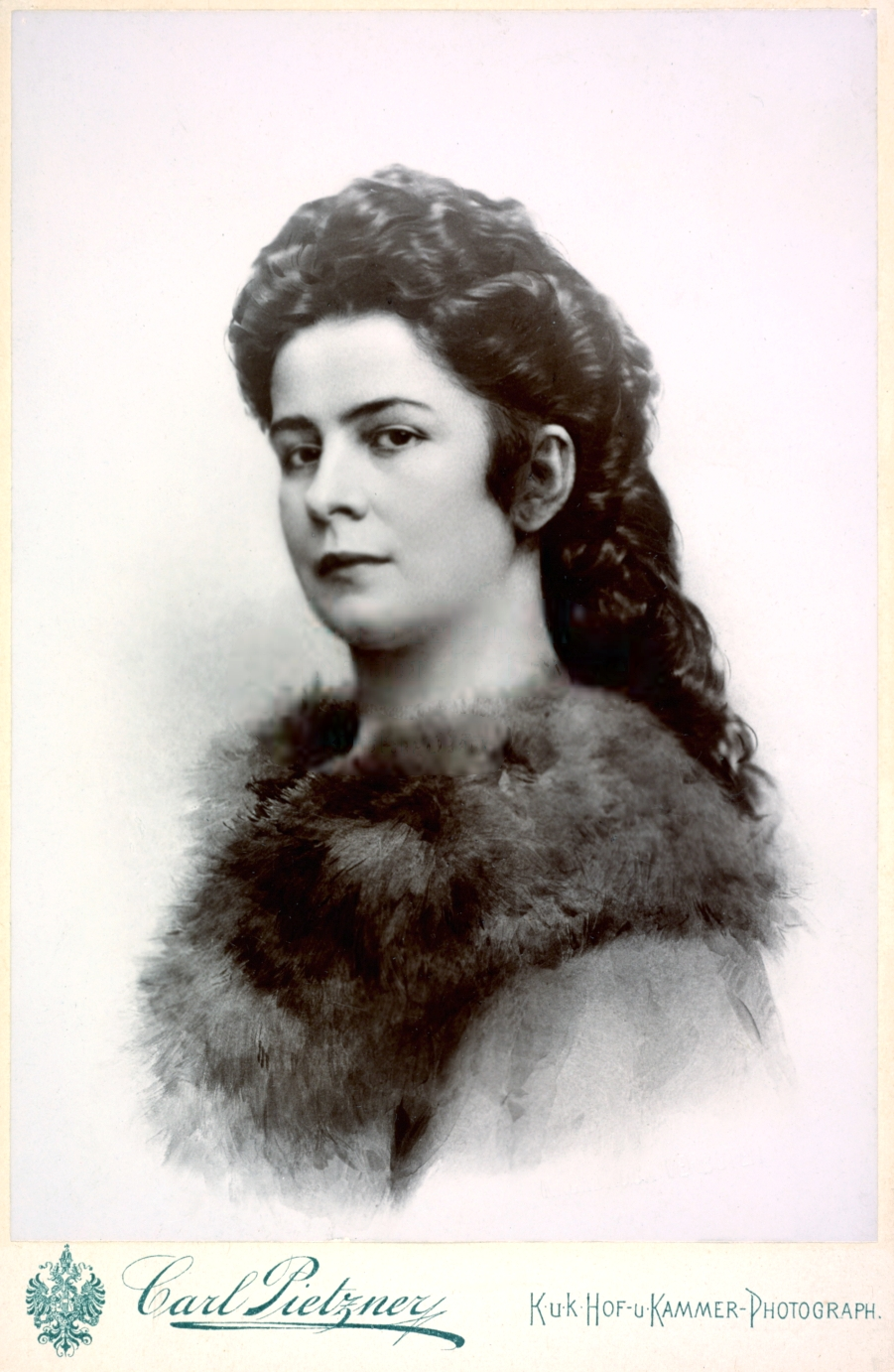
Imperatrice Elisabetta d'Austria
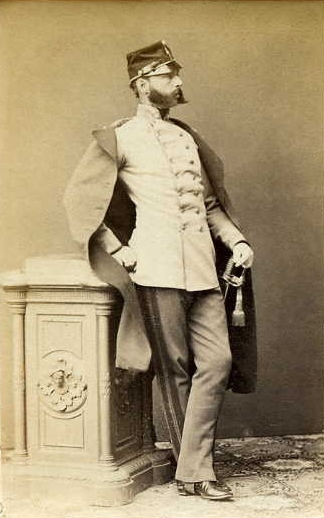
Imperatore Francesco Giuseppe
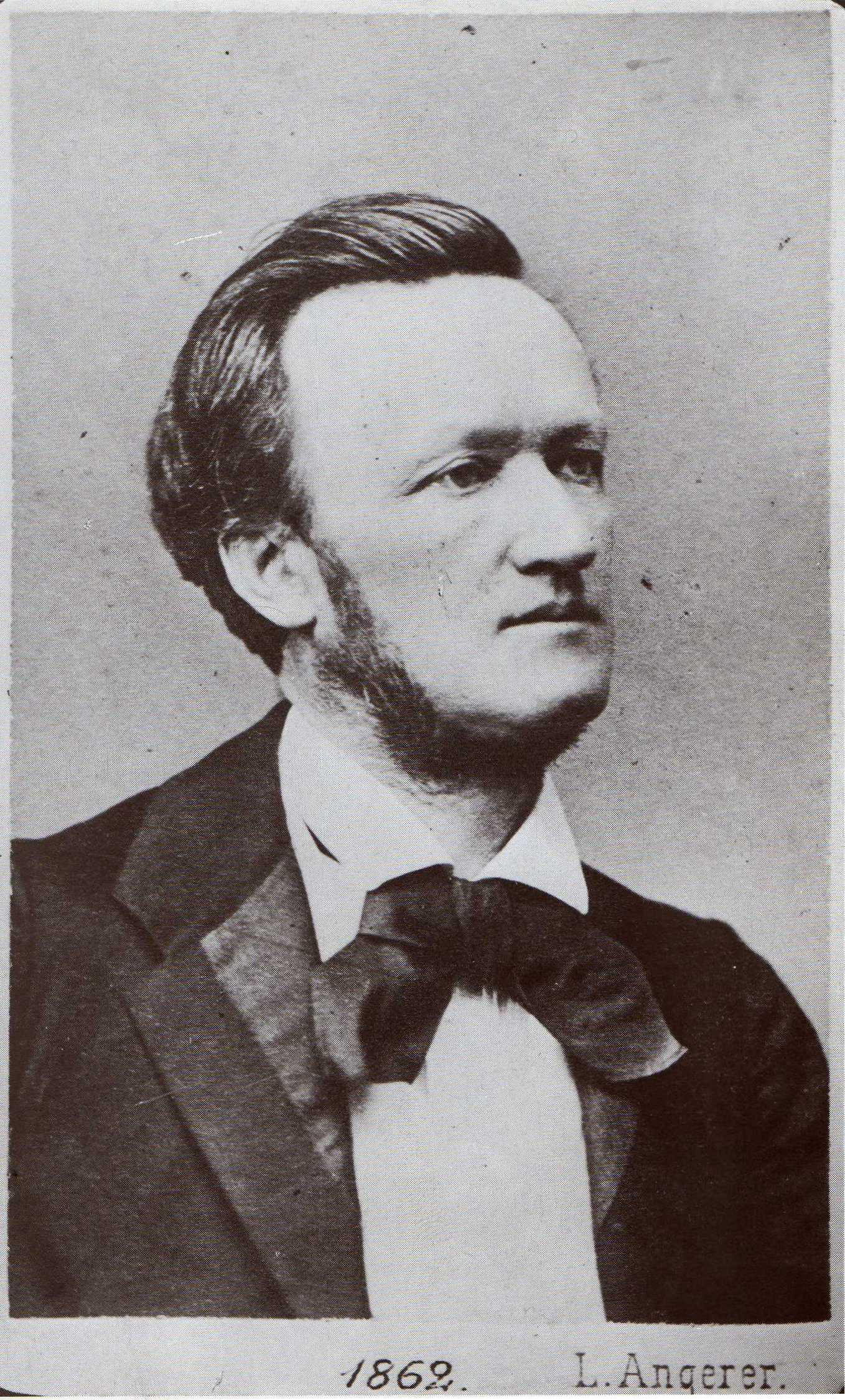
Richard Wagner